# Cómplices (álbum de Luis Miguel)
Cómplices es el decimoctavo álbum de estudio del cantante mexicano Luis Miguel, lanzado al mercado por Warner Music Group el 2 de mayo de 2008 en España y el 6 de mayo de 2008 en México, Hispanoamérica y el Resto del mundo. Fue producido por el cantante junto con del cantautor español Manuel Alejandro. Este material contiene 12 canciones inéditos a excepción de "Ay, cariño" y "Amor de hecho" del cantautor español Manuel Alejandro. Debutó en la posición número 10 de Billboard 200 con 320 000 copias en una semana, además de haber vendido más de 320 000 copias en México en su primer día de lanzamiento.
En 2009, se lanzó una versión especial de lujo, donde se incluye dos temas más, la canción “Disfraces" y un remix de “Tu imaginación".

## Equipo de producción
- Producido por: Luis Miguel y Manuel Alejandro
- Productor Ejecutivo: Alejandro Asensi
- Co- Producción Musical: Francisco Loyo
- Ingeniero de Mezcla: David Reitzas
- Ingeniero de Grabación: Rafa Sardina
- Ingeniero de Masterización: Ron McMaster
- Arreglos Básicos: Manuel Alejandro
- Excepto "Estrenando Amor" y "Tu imaginación": Víctor Feijoó/Pepe Dougan
- Arreglos Cuerdas, Pianos, Teclados: Manuel Alejandro
- Programación, Coros, Guitarras: Víctor Feijoó/Pepe Dougan
- Arreglos de Metales: Jerry Hey/Víctor Feijoó/Pepe Dougan

Música:
- Dirección de Orquesta: Alejandro Carballo
- Batería: Víctor Loyo, Bajo: Gerardo Carrillo, Guitarra: Víctor Feijóo
- Teclados: Manuel Alejandro y Pepe Dougan, Piano Acústico: Francisco Loyo
- Violín Solista: Bruce Dukov, Chelo Solista: Larry Corbett
- Trompetas: Wayne Bergeron y Gary Grant, Saxofón: Daniel Higgings, Trombón: William Reichenbach
- Percusión: Tommy Aros

- Estudios de Grabación: Ocean Way Recording Studios, Hollywood, C.A., USA

Record Plant Studios, Hollywood, C.A., USA, Westlake Recording Studios, Hollywood, C.A., USA
- Mezclado en: Record Plant Studios, Hollywood, C.A., USA
- Asistentes de Grabación: Nate Hertwick, Ryan Kennedy, Wesley Seidman y Antonio Resendéz
- Masterizado en: Capitol Mastering, Hollywood, C.A.
- Fotografías: Alberto Tolot · Diseño Gráfico: Jeri Heiden Para SMOG Design

Orquesta:
- Violines:

Bruce Dukov, Richard Altenbach, Charlie Bisharat, Rebecca Bunnell, Nicole Bush, Darius Campos, Mario DeLeon, David Ewart, Armen Garabedian, Alan Grunfield, Tamara Hatwan, Peter Kent, Razdan Kuyumjian, Alyssa Park, Michele Richards, Guillermo Romero, Mari Tsumura & Josefina Vergara
- Cellos:

Larry Corbett, Jodi Burnett, Matthew Cooker, Trevor Handy, Paula Hochhalter, Armen Ksajikian, Dane Little, Timothy Landauer, Miguel Martínez, Steve Richards, David Smith, Christina Soule, Rudolph Stein, Kevan Torfeh, Sebastian Tottcher & John Waltz
- Coros:

Juan del Castillo, Bambi Jones, Leyla Hoyle Guerrero, Carlos Murguía, Kenny O'Brien, Giselda Vatcky y Terry Wood

### No acreditados
- Kenny O'Brien: Dirección coral

## Lista de canciones
- Edición estándar

Todas las canciones escritas y compuestas por [Manuel Alejandro]]. 
| Cómplices |                       |                                                |          |  |
| N.º       | Título                | Escritor(es)                                   | Duración |  |
| 1.        | «Te Desean»           | Manuel Alejandro                               | 4:26     |  |
| 2.        | «Dicen»               | Manuel Alejandro                               | 3:20     |  |
| 3.        | «Ay, cariño»          | Manuel Alejandro                               | 4:18     |  |
| 4.        | «De nuevo al paraíso» | Manuel Alejandro                               | 4:26     |  |
| 5.        | «Si tú te atreves»    | Manuel Alejandro                               | 3:54     |  |
| 6.        | «Amor a mares»        | Manuel Alejandro                               | 4:41     |  |
| 7.        | «Estrenando amor»     | Manuel Alejandro                               | 3:50     |  |
| 8.        | «Bravo amor bravo»    | Manuel Alejandro                               | 5:36     |  |
| 9.        | «Tú imaginación»      | Manuel Alejandro · Pepe Dougan · Víctor Feijóo | 3:55     |  |
| 10.       | «Cómplices»           | Manuel Alejandro                               | 4:30     |  |
| 11.       | «Amor de hecho»       | Manuel Alejandro                               | 4:23     |  |
| 12.       | «Se amaban»           | Manuel Alejandro                               | 4:12     |  |
| 51:43     |                       |                                                |          |  |

© MMVIII. WARNER MUSIC MÉXICO S.A. DE C.V.

## Edición especial
- Edición especial

| Cómplices: Edición especial |                          |                  |          |  |
| N.º                         | Título                   | Escritor(es)     | Duración |  |
| 13.                         | «Disfraces»              | Manuel Alejandro | 3:23     |  |
| 14.                         | «Tu imaginación (Remix)» | Manuel Alejandro | 4:39     |  |
| 59:45                       |                          |                  |          |  |

© MMIX. WARNER MUSIC MÉXICO S.A. DE C.V.

## DVD
| DVD Cómplices: Edición especial |                    |                  |                    |          |  |
| N.º                             | Título             | Escritor(es)     | Dírector del vídeo | Duración |  |
| 1.                              | «Si tú te atreves» | Manuel Alejandro | Rebecca Blake      | 3:58     |  |
| 2.                              | «Te desean»        | Manuel Alejandro | Rebecca Blake      | 4:31     |  |

## Equipo de Producción de "Disfraces"
- Letra & Música: Manuel Alejandro
- Editora: Pendiente
- Producido Por: Luis Miguel y Manuel Alejandro
- Producción Ejecutiva: Alejandro Asensi
- Coproducción Musical: Francisco Loyo
- Ingeniero de Grabación: Rafa Sardina
- Ingeniero de Mezcla: David Reitzas
- Ingeniero de Masterización: Ron McMaster
- Estudios de Grabación: Record Plant Studios, Oceanway Studios & Conway Studios, Hollywood, CA
- Mezclado en: Chalice Studios & Oceanway Studios, Hollywood, CA
- Masterizado en Capitol Studios, Hollywood, CA
- Arreglos Básicos, Cuerdas, Pianos, Teclados: Manuel Alejandro

## Posicionamiento en listas
| Listas (2008)                   | Mejor posición |
| ------------------------------- | -------------- |
| Argentina (CAPIF)               | 1              |
| Colombia Albums Chart           | 1              |
| European Top 100                | 39             |
| México AMPROFON Top 100         | 1              |
| Perú Albums Chart               | 1              |
| Spanish Top 100                 | 1              |
| U.S. Billboard 200              | 10             |
| U.S. Billboard Top Latin Albums | 1              |
| U.S. Billboard Latin Pop Albums | 1              |

### Sucesión y posicionamiento
| Predecesor: Para siempre de Vicente Fernández | AMPROFON Mexican Album Chart — Álbum N°. 1 12 de mayo de 2008 - 15 de junio de 2008 | Sucesor: Para siempre de Vicente Fernández |

| Predecesor: Arde el cielo de Maná | U.S. Billboard Top Latin Albums — Álbum N°. 1 17 de mayo de 2008 - 30 de mayo de 2008 | Sucesor: Para siempre de Vicente Fernández |

| Predecesor: Arde el cielo de Maná | U.S. Billboard Latin Pop Albums — Álbum N°. 1 24 de mayo de 2008 - 6 de junio de 2008 | Sucesor: Arde el cielo de Maná |